# Bacolet
Bacolet ist ein Ort auf Tobago in Trinidad und Tobago.

## Lage
Bacolet liegt im südwestlichen Teil Tobagos in der Region Western Tobago, südöstlich der Inselhauptstadt Scarborough, von der sie durch einen Hügel getrennt wird, auf dem sich das historische Fort King George befindet. Am östlichen Ortsrand mündet der Bacolet River in die Minister Bay.

## Geschichte
Der Name Bacolet ist französischen Ursprungs und geht auf eine gleichnamige Plantage im Gebiet des heutigen Ortes zurück, die bis in die 1930er-Jahre existierte. 1843 wurde am Bacolet Point ein Leuchtturm errichtet. Bis zum Ende des 19. Jahrhunderts partizipierte Bacolet durch eine Windmühle, in der Zuckerrohr ausgepresst wurde, vom Wohlstand durch Zuckerrohrplantagen. Von der Mühle ist nur eine Ruine erhalten.
Bacolet ist ein beliebtes Ruhestandsdomizil für europäische und US-amerikanische Rentner. 2014 geriet der Ort in die Schlagzeilen, als ein deutsches Rentnerehepaar dort mit Macheten ermordet wurde. Bereits 2009 war ein britisches Ehepaar in Bacolet auf ähnliche Weise angegriffen worden und überlebte nur knapp, außerdem war ebenfalls 2009 ein weiterer Deutscher in Bacolet ermordet worden. Alle Opfer lebten in Bacolet.

## Wirtschaft und Verkehr
Bacolet lebt vorrangig vom Tourismus. Entlang der Küste haben sich mehrere höherpreisige Hotels angesiedelt, von denen das älteste in einem ehemaligen Depot für Eselkarren aus den 1850er-Jahren untergebracht ist.
Der nach dem ehemaligen WBA-Boxweltmeister Claude Noel benannte Claude Noel Highway, der einzige Highway auf Tobago, endet in Bacolet.

## Einrichtungen
Das Dwight Yorke Stadium, Spielort der U-17-Fußball-Weltmeisterschaft 2001 und Heimstadion von Tobago United, liegt in Bacolet. Im Fußballstadion trägt auch der Hockey-Erstligaclub Paradise Hockey Club seine Heimspiele aus. In Bacolet befindet sich das österreichische Honorarkonsulat. In der Nähe des Ortes befindet sich die Bacolet Formation, eine Fundstätte von Fossilien aus dem Albium.

## Persönlichkeiten
- Alloy Johnson (* 1961), Fernsehmoderator